# Ángel Luna Lira
Ángel Enrique Luna Lira (San Diego, Carabobo, 3 de julio de 1978) es un abogado y político venezolano, quien fue concejal del municipio San Diego entre 2021 y 2025. En mayo de 2025 fue detenido arbitrariamente por funcionarios de la Policía Nacional Bolivariana.

## Trayectoria
Luna es abogado egresado de la Universidad Arturo Michelena y licenciado en administración de empresas de la Universidad de Carabobo. Se desempeñó como concejal del municipio San Diego, electo en 2013 cuando era dirigente de Proyecto Venezuela. Desde 2016 pasó a militar en Voluntad Popular donde llegó a ocupar el cargo de responsable municipal de San Diego. En 2017 es electo vicepresidente del Concejo Municipal. En 2018 decide no optar a la reelección en la concejalía.
En las elecciones de 2021 es nuevamente electo concejal por la Mesa de la Unidad Democrática.
En 2022 aspiró a ser responsable regional de Voluntad Popular en Carabobo, pero fue derrotado por Reinaldo Marrero, provocando una división en el partido, denunciando prácticas antidemocráticas de parte de Marrero como sanciones y suspensiones a seguidores de Luna, así como asignaciones desproporcionadas de delegados y corrupción en el manejo de recursos del partido.
El 8 de marzo de 2023, Luna junto a otros 105 dirigentes abandonan VP, convirtiéndose luego en fundador del Voluntariado con María Corina Machado en San Diego.
En enero de 2024 asume la presidencia del Concejo Municipal de San Diego para el período 2024-2025.
Tras dejar la presidencia del Concejo pasó a presidir la Comisión Permanente de Asuntos Económicos, Fiscales y Contraloría.
El 23 de mayo de 2025 fue detenido arbitrariamente por funcionarios de la Policía Nacional Bolivariana y se desconoce su paradero. Su detención se realiza en el marco de la «Operación Tun Tun», en la que han sido privadas de libertad más de 70 personas durante el mes de mayo.